# Мистериум. Охотники на фазанов
«Мистериум. Охотники на фазанов» (дат. Fasandræberne) — детективный триллер 2014 года, снятый режиссёром Миккелем Нёргором по одноимённому роману датского писателя Юсси Адлера-Ольсена, второму из серии детективных романов о Карле Мёрке и его напарнике Асаде, занимающихся нераскрытыми уголовными делами многолетней давности.

## Сюжет
После первого успешно раскрытого архивного дела детектив Карл Мёрк и его напарник Асад получают известность. К Карлу обращается пожилой полицейский в отставке с просьбой заняться убийством его детей, которое произошло двадцать лет назад. Карл сначала отказывает ему, но меняет своё решение после того, как на следующий день полицейский совершает самоубийство. Из документов дела следует, что оно было закрыто, убийцей двоих подростков оказался их сверстник по имени Бьярне, который получил сравнительно небольшой пятилетний срок.
Карл и Асад заинтересовались тем, что не имевший больших средств Бьярне смог позволить себе очень дорогого адвоката и после освобождения из тюрьмы стремительно разбогател. Изучая круг знакомств Бьярне, его адвоката и жертв, детективы выходят на след целой группы выпускников престижной частной школы, на протяжении двадцати лет занимающихся ради развлечения избиениями, изнасилованиями и убийствами.

## В ролях
| Актёр              | Роль                   |
| ------------------ | ---------------------- |
| Николай Ли Кос     | Карл Мёрк              |
| Фарес Фарес        | Асад                   |
| Пилу Асбек         | Дитлев Прам            |
| Марко Ильсё        | молодой Дитлев Прам    |
| Давид Денсик       | Ульрик Дюббёль         |
| Филлип Стиллинг    | молодой Ульрик Дюббёль |
| Даница Чурчич      | Кимми                  |
| Сара-Софи Бусснина | молодая Кимми          |
| Сёрен Пильмарк     | Маркус Якобсен         |
| Йоханна Луиз Шмидт | Роуз                   |
| Мортен Кирсков     | Ларс Бьорн             |
| Беате Билле        | Тельма Прам            |